# Неллі та пан Арно
«Неллі та пан Арно» (варіант перекладу: «Неллі та мосьє Арно», фр. Nelly et Monsieur Arnaud) — фільм спільного виробництва кінематографістів Франції, Італії та Німеччини, поставлений режисером Клодом Соте у 1995 році. Головні ролі виконали Еммануель Беар та Мішель Серро. Фільм отримав низку кінематографічних нагород, 10 номінацій на премію «Сезар», у двох з яких отримав нагороди — за найкращу режисерську роботу (Клод Соте) та найкращу чоловічу роль (Мішель Серро).

## Сюжет
У житті молодої жінки Неллі (Еммануель Беар) настав складний період: після п'яти років шлюбу вона зрозуміла, що повинна розлучитися з чоловіком, і одночасно втратила постійну роботу. Подруга представляє її П'єру Арно (Мішель Серро), літньому заможному панові, який старший за неї на 40 років, елегантний та скромний, для якого вже абсолютно все в житті наскучило. У минулому суддя, пан Арно пише мемуари і пропонує Неллі стати його секретарем. Завдяки своїй інтелігентності та мудрості підтоптаний юрист домагається того, що його платонічні стосунки з 25-літньою дівчиною витісняють з її життя усіх молодших суперників.
З кожним днем зустрічі Неллі та пана Арно набувають все більшої значущості для обох, але, якось Неллі знайомиться з видавцем мемуарів Арно Венсаном (Жан-Юг Англад), і взаємна симпатія, що виникла з першого погляду, незабаром переростає в роман…

## В ролях
| Актор(ка)         |   | Роль          |
| ----------------- | - | ------------- |
| Еммануель Беар    | … | Неллі         |
| Мішель Серро      | … | П'єр Арно     |
| Жан-Юг Англад     | … | Венсан Гранек |
| Клер Надо         | … | Жаклін        |
| Франсуаз Бріон    | … | Люсі          |
| Мішель Ларок      | … | Ізабель       |
| Мішель Лонсдаль   | … | Долабелла     |
| Шарль Берлінг     | … | Джером        |
| Жан-П'є Лорі      | … | Крістоф       |
| Мішель Альбертіні | … | Джамел        |

## Визнання
| Нагороди та номінації фільму Неллі та пан Арно | Нагороди та номінації фільму Неллі та пан Арно | Нагороди та номінації фільму Неллі та пан Арно | Нагороди та номінації фільму Неллі та пан Арно | Нагороди та номінації фільму Неллі та пан Арно | Нагороди та номінації фільму Неллі та пан Арно |
| Рік                                            | Нагорода                                       | Категорія                                      | Номінант                                       | Результат                                      |                                                |
| ---------------------------------------------- | ---------------------------------------------- | ---------------------------------------------- | ---------------------------------------------- | ---------------------------------------------- | ---------------------------------------------- |
| 1995                                           | Міжнародний кінофестиваль у Вальядоліді        | Приз Золотий колос                             | Клод Соте                                      | Номінація                                      |                                                |
| 1995                                           | Приз Луї Деллюка                               | Найкращий режисер                              | Клод Соте                                      | Перемога                                       |                                                |
| 1996                                           | Премія «Люм'єр»                                | Найкращий актор                                | Мішель Серро                                   | Перемога                                       |                                                |
| 1996                                           | Премія «Сезар»                                 | Найкращий фільм                                | Неллі та пан Арно                              | Номінація                                      |                                                |
| 1996                                           | Премія «Сезар»                                 | Найкращий режисер                              | Клод Соте                                      | Перемога                                       |                                                |
| 1996                                           | Премія «Сезар»                                 | Найкращий актор                                | Мішель Серро                                   | Перемога                                       |                                                |
| 1996                                           | Премія «Сезар»                                 | Найкраща акторка                               | Еммануель Беар                                 | Номінація                                      |                                                |
| 1996                                           | Премія «Сезар»                                 | Найкращий актор другого плану                  | Жан-Юг Англад                                  | Номінація                                      |                                                |
| 1996                                           | Премія «Сезар»                                 | Найкращий актор другого плану                  | Мішель Лонсдаль                                | Номінація                                      |                                                |
| 1996                                           | Премія «Сезар»                                 | Найкраща акторка другого плану                 | Клер Надо                                      | Номінація                                      |                                                |
| 1996                                           | Премія «Сезар»                                 | Найкращий сценарій                             | Жак Ф'єскі, Клод Соте                          | Номінація                                      |                                                |
| 1996                                           | Премія «Сезар»                                 | Найкраща музика                                | Філіп Сард                                     | Номінація                                      |                                                |
| 1996                                           | Премія «Сезар»                                 | Найкращий звук                                 | П'єр Ленуар, Жан-Поль Любліє                   | Номінація                                      |                                                |
| 1996                                           | Премія «Сезар»                                 | Найкращий монтаж                               | Жаклін Тьєдо                                   | Номінація                                      |                                                |
| 1996                                           | Французький синдикат кінокритиків              | Найкращий фільм                                | Неллі та пан Арно                              | Перемога                                       |                                                |
| 1996                                           | Премія Давид ді Донателло                      | Найкращий іноземний фільм                      | Неллі та пан Арно                              | Перемога                                       |                                                |
| 1996                                           | Премія Давид ді Донателло                      | Найкращий іноземний актор                      | Мішель Серро                                   | Номінація                                      |                                                |
| 1996                                           | Премія Давид ді Донателло                      | Найкраща іноземна акторка                      | Еммануель Беар                                 | Номінація                                      |                                                |
| 1997                                           | Премія BAFTA                                   | Найкращий неангломовний фільм                  | Неллі та пан Арно                              | Номінація                                      |                                                |